# Baia di Eleusi
La baia di Eleusi è un'insenatura costiera di Eleusi, comune greco della prefettura dell'Attica Occidentale, e centro abitato già nell'antica Grecia, situato nel sito dove oggi sorge Elefsina, in Attica, davanti all'isola di Salamina, a circa 18 km a N-0 di Atene.
Si trova all'estremità settentrionale del golfo di Saronico, o golfo di Egina (in greco: Σαρωνικός κόλπος, Saronikós kólpos), un ampio golfo sulla costa orientale della Grecia, aperto alle acque del mar Egeo, situato nel lato orientale dell'istmo di Corinto.